# أسياب مظفر
أسياب مظفر (بالفارسية: آسیاب مظفر) هي مستوطنة تقع في قسم آبدان الريفي (مقاطعة دير) في إيران.